# Berezjany

Berezjanys vapen.

Berezjany (ukrainska: Бережани uttal (fil); ryska: Бережаны; polska: Brzeżany) är en stad i Ternopil oblast i västra Ukraina. Berezjany, som för första gången nämns i ett dokument från år 1374, har 18 224 invånare (2016).).

## Historia

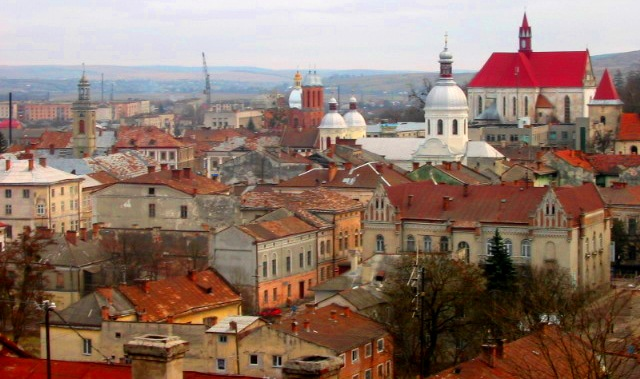
Vy över Berezjany.

Slottet från 1500-talet har tillhört ätten Sieniawski. Under första världskriget besattes Berezjany den 25 augusti 1914 av ryssarna och utgjorde senare en av deras stödjepunkter i striderna kring Lemberg. I slaget vid Brzezany 27 augusti 1915 blev den ryska ställningen här genombruten av tyska sydarmén under Felix von Bothmer. I slagen vid Brzezany 30 september – 2 oktober 1916 och 29 juni – 3 juli 1917 slogs samma tyska armé tillbaka ryska offensivstötar. 1919–1939 tillhörde staden Polen.